# Maurice Germot
Maurice Germot (Vichèi, França, 15 de novembre del 1882 − Vichy, 6 d'agost del 1958) fou un tennista francès, guanyador de tres títols de Roland Garros i una medalla olímpica d'or als Jocs Olímpics d'Estocolm 1912 en categoria de dobles masculins en pista interior.

## Carrera esportiva
Va participar, als 23 anys, en els Jocs Olímpics d'Estiu de 1906 realitzats a Atenes (Grècia), els denominats Jocs Intecalats, on va aconseguir guanyar la medalla d'or en la prova de dobles masculins fent parella amb Max Décugis al derrotar els grecs Ioannis Ballis i Xenophon Kasdaglis, així com la medalla de plata en la prova individual en ser derrotat en la final pel mateix Décugis.
Participà en els Jocs Olímpics d'Estiu de 1908 celebrats a Londres (Regne Unit), on va perdre als quarts de final de la competició individual masculina davant el futur campió olímpic Josiah Ritchie. En els Jocs Olímpics d'Estiu de 1912 celebrats a Estocolm (Suècia) va aconseguir guanyar la medalla d'or en la prova de dobles masculins interior fent parella amb André Gobert al derrotar en la final olímpica els suecs Carl Kempe i Gunnar Setterwall.
Al llarg de la seva carrera aconseguí guanyar tres títols del Championnat de France els anys 1905, 1906 i 1910, i fou tres vegades més finalista. De fet, va disputar la final sis ocasions en set anys consecutius. Cal destacar que en aquesta època, aquest torneig només estava obert a tennistes que pertanyien al club, de manera que encara no es considerava Grand Slam. Així mateix guanyà el títol de dobles del World Hard Court Championships de 1914 fent parella amb Max Décugis, i fou finalista en categoria individual, ja que fou derrotat per Anthony Wilding. Va disputar el torneig de Wimbledon en diverses ocasions però sense resultats destacables i també va disputar la Copa Davis amb l'equip francès guanyant un del set partits disputats.

## Torneigs de Grand Slam

### Individual: 6 (3−3)
| Resultat  | Núm. | Any  | Torneig                              | Oponent          | Marcador                |
| --------- | ---- | ---- | ------------------------------------ | ---------------- | ----------------------- |
| Guanyador | 1.   | 1905 | Championnat de France, París, França | André Vacherot   |                         |
| Guanyador | 2.   | 1906 | Championnat de France                | Max Décugis      | 5−7, 6−3, 6−4, 1−6, 6−3 |
| Finalista | 1.   | 1908 | Championnat de France                | Max Décugis      | 6−2, 6−1, 3−6, 10−8     |
| Finalista | 2.   | 1909 | Championnat de France                | Max Décugis      | 3−6, 2−6, 6−4, 6−4, 6−4 |
| Guanyador | 3.   | 1910 | Championnat de France                | François Blanchy | 6−1, 6−3, 4−6, 6−3      |
| Finalista | 3.   | 1911 | Championnat de France                | André Gobert     | 6−1, 8−6, 7−5           |

## Jocs Olímpics

### Dobles
| Any  | Campionat                                  | Parella      | Oponents                     | Resultat             |
| ---- | ------------------------------------------ | ------------ | ---------------------------- | -------------------- |
| 1912 | Jocs Olímpics, Estocolm, Suècia (interior) | André Gobert | Carl Kempe Gunnar Setterwall | 6−4, 12−14, 6−2, 6−4 |